# Hyaloriaceae
Hyaloriaceae es una familia de hongos del orden Auriculariales. Las especies dentro de la familia tienen basidiocarpos gelatinosos (cuerpos fructíferos) que producen esporas en basidios septados y, como tales, anteriormente se los denominaba "heterobasidiomicetos" u "hongos gelatinosos". Todos parecen ser saprotróficos, creciendo sobre madera muerta o restos de plantas. Actualmente se incluyen menos de 30 especies dentro de las Hyaloriaceae, pero la familia no ha sido investigada extensamente.

## Descripción
Las especies dentro de Hyaloriaceae forman cuerpos fructíferos gelatinosos que son pustulares, lobulados o derramados (especies Myxarium) o se asemejan a bejines en miniatura (especies Hyaloria). Microscópicamente, todos poseen basidios "myxarioides". Las especies parecen ser saprotróficas y crecen sobre madera muerta o restos de plantas. Su distribución es cosmopolita.

## Taxonomía
La familia fue establecida en 1900 por el micólogo alemán Gustav Lindau para dar cabida a una sola especie neotropical, Hyaloria pilacre. Lindau consideró que su nueva familia estaba cerca de los Tremellaceae, pero se distinguía por el desarrollo "angiocarposo" o gasteroide de sus cuerpos fructíferos (lo que significa que la himenia portadora de esporas estaba cubierta hasta la madurez, en lugar de expuesta). Los Hyaloriaceae fueron colocadas dentro del orden Tremellales por la mayoría de los autores posteriores, hasta 1984, cuando el micólogo estadounidense Robert Joseph Bandoni revisó este grupo de hongos y colocó a la familia dentro Auriculares. Wells (1994) luego amplió Hyaloriaceae para incluir otros géneros con basidios "myxarioides" (basidios septados con un tallo enucleado), previamente ubicados en las Aporpiaceae o Myxariaceae.
La investigación molecular inicial, basada en el análisis cladístico de la secuencia de ADN, ha respaldado la ubicación de Hyaloriaceae dentro de Auriculariales y también ha respaldado la ubicación de Wells del género Myxarium dentro de la familia, aunque no todos los géneros con basidios "myxarioides" están incluidos.

### Géneros
- Hyaloria
- Myxarium